# Bentley Arnage
El Bentley Arnage es un automóvil de lujo del segmento F producido por la marca inglesa de automóviles Bentley en Crewe, Inglaterra. El Arnage y su hermano de Rolls Royce, el Rolls Royce Silver Seraph, fueron presentados en la primavera de 1998, y fueron los primeros modelos totalmente nuevos de las dos marcas desde 1980.
Otra ruptura con el pasado se encuentra bajo el capó, que durante décadas albergaba un V8 de 6.75 litros de cilindrada, cuyos orígenes se remontan a la década de 1950. El nuevo Arnage estaba alimentado por un BMW V8 de BMW, con un doble turbocompresor desarrollado por Cosworth, y el Seraph empleaba un V12 también proporcionado por BMW. Durante un breve período fue la berlina más potente y veloz del mercado.

## Especificaciones
Arnage T
- Potencia máxima: 500 CV a 4200 rpm
- Par máximo: 1000 Nm a 3200 rpm
- 0-100 km/h: 5.2 s
- Velocidad máxima: 290 km/h

Arnage R
- Potencia máxima: 450 CV a 4100 rpm
- Par máximo: 875 Nm a 1800 rpm
- 0-100 km/h: 5.5 s
- Velocidad máxima: 270 km/h

Arnage RL
- Potencia máxima: 500 CV a 4200 rpm
- Par máximo: 1000 Nm a 3200 rpm
- 0-100 km/h: 5.2 s
- Velocidad máxima: 288 km/h